# Ali Benouari
Ali Benouari, né en 1951 à Bougaa (Algérie), est un homme politique algérien, ministre du trésor (sous le gouvernement Ghozali I et le gouvernement Ghozali II) et candidat à l'élection présidentielle de 2014.

## Biographie

### Carrière
De 1976 à 1981, il est responsable de la trésorerie de changes et des marchés financiers à la banque centrale d'Algérie.
De 1978 à 1980, il est Maitre-assistant à l'Institut d'Études Politique d'Alger.
Entre 1981 et 1989, il est trésorier et responsable des salles de marché de groupes bancaire (AL Saudi Banque, Société générale),.
En juin 1991 il se présente aux élections législatives, mais au même moment il est appelé au gouvernement au poste de ministre.
De 1991 à 1992, il est Ministre au Trésor en Algérie dans le gouvernement Ghozali I et le gouvernement Ghozali II.
Depuis 1992, il est président d'Écofinace S.A.,une société de conseil et de montage en partenariats industriels et financiers.
De 1999 à 2004, il est Président et fondateur du conseil de surveillance de la banque Société générale Algérie.
De 2002 à 2006, il est Administrateur de l'aéroport international de Genève.
En 2013, il est président du Parti radical de Cologny (Genève ).
Il est candidat à l'élection présidentielle de 2014,.
Possédant la double nationalité algéro-suisse, Ali Benouari devra renoncer à sa nationalité suisse s'il veut pouvoir se présenter à l'élection présidentielle algérienne de 2014 en vertu de l'article 73 de la constitution algérienne.

## Polémique
En janvier 2000, Ali Benouari a recouru aux services du cabinet panaméen Mossack Fonseca pour créer une compagnie offshore, Beroll Group SA.